# Diario di un anno difficile
Diario di un anno difficile (Slow Diary of a Bad Year) è un romanzo di John Maxwell Coetzee del 2007.

## Trama
Il protagonista, chiamato Señor C. dagli altri personaggi, è un anziano scrittore sudafricano che vive a Sydney. Il romanzo consiste di suoi saggi e ispirazioni, insieme ad appunti di diario dello stesso e di Anya, un vicino che ha assunto come dattilografo. I saggi ricoprono la più vasta parte di ogni pagina, e riguardano i temi più disparati, tra cui la politica di George W. Bush, Tony Blair, i problemi legati alla baia di Guantánamo, e al terrorismo. Sotto i saggi appaiono gli stralci dei diari che descrivono la relazione che si sviluppa tra i due personaggi, entrambi in sottile evoluzione rispetto alle proprie visioni del mondo.

## Edizioni italiane
- John Maxwell Coetzee, Diario di un anno difficile, traduzione di Maria Baiocchi, Einaudi (coll. "Supercoralli"), 2008,  p. 234, ISBN 978-88-06-19127-6.
- John Maxwell Coetzee, Diario di un anno difficile, traduzione di Maria Baiocchi, Einaudi (coll. "ET" n. 1586), 2009,  p. 234, ISBN 978-88-06-19873-2.